# Pedro Reinel

Mapa "Terra Brasilis" (Atlas Miller, 1519), actualmente na Biblioteca Nacional de França, em Paris.

Pedro Reinel (ca. 1462 - ca. 1542) foi um cartógrafo português, autor da mais antiga carta de marear portuguesa assinada (c. 1485). Trata-se de um portulano representando a Europa Ocidental e parte de África, que reflecte as explorações efectuadas pelo navegador Diogo Cão em 1482-1484, ao longo da costa africana.

## Atlas Miller e portulanos
Com o seu filho, Jorge Reinel, e o cartógrafo Lopo Homem, participou na elaboração do atlas conhecido por Atlas de Lopo Homem-Reineis ou Atlas de Miller, de 1519.
Ele e o seu filho foram considerados dos melhores cartógrafos do seu tempo, a ponto de o imperador Carlos V os desejar a trabalhar para si. O rei João III de Portugal outorgou-lhe, assim como a seus filhos, uma pensão anual de 15 000 reais.

As cartas e atlas destes cartógrafos encontram-se espalhados pelo mundo, desde a Biblioteca Nacional de França e os Archives Départementales de la Gironde, até à Biblioteca de Munique e à British Library.

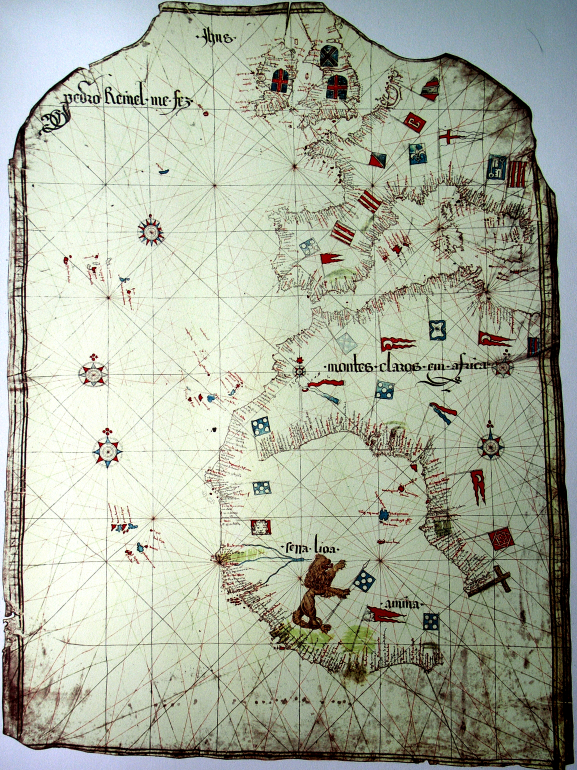
"Pedro Reinel me fez": Portulano de Pedro Reinel (c. 1485), actualmente nos Arquives Departementales de la Gironde, em Bordeaux.

### "Pedro Reinel a fez"

Rosa dos ventos com Flor-de-lis da carta de marear de Reinel de 1504

A sua carta de marear de 1504 (com a inscrição "Pedro Reinel a fez") é a mais antiga da história da humanidade conhecida a ter uma escala de latitudes e a primeira a representar uma Rosa dos Ventos com uma Flor-de-lis.

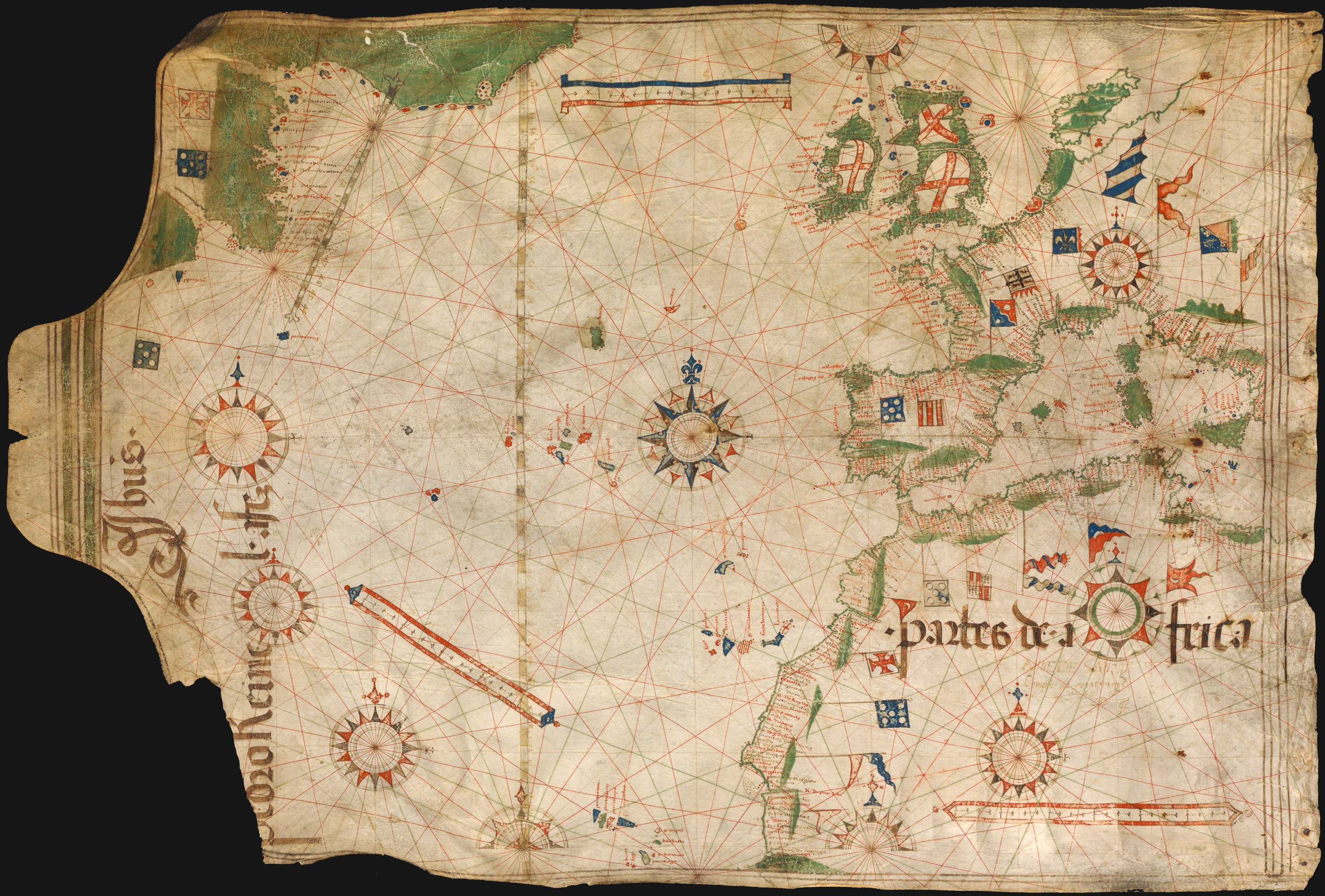
"Pedro Reinel a fez": Carta atlântica de Pedro Reinel (c.1504) na Bayerische Staatsbibliothek, Munique

### "Pedro Reinel me fez"
O portulano datado de 1485 (a bandeira moura em Granada, torna evidente ser anterior a 1492) foi descoberto nos Archives Départementales de la Gironde em 1960, e tem a inscrição "Pedro Reinel me fez" .
Mostra a costa africana até às descobertas de Diogo Cão. Esta é a interpretação comum, já que é fora do comum o contorno da parte africana ter sido cortado, e prosseguido acima, dentro de África. Curiosamente, rodando a carta, pode notar-se que esta escolha de representação torna-a ali praticamente idêntica à costa mexicana, que também incidentalmente, se situa à mesma latitude.

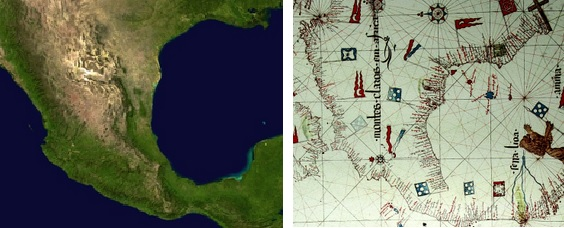
Rodando a carta "Pedro Reinel me fez", constata-se que o contorno de África, cortado e posto ali por Reinel, fica muito semelhante ao contorno da costa do México, para além de ficar à mesma latitude.

Neste sentido, de uma ligação entre a exploração africana e a correspondência com exploração à mesma latitude no continente americano, Luisa Isabel Álvarez de Toledo, Duquesa de Medina Sidónia, escreveu o livro "America versus Africa: La Fuerza del Paradigma", onde sustentou essa tese com bastante documentação.